# ヤクシマラン亜科
ヤクシマラン亜科 Apostasioideae は、ラン科植物に含まれる分類群の一つ。ラン科としては、花の形の特殊性が少なく、外見的にはほぼ放射相称の形を取る。

## 特徴
2属を含む。いずれも大きくない多年生草本で、茎は地上から立ち上がり、数枚の楕円形の葉をつける。花は茎から出た柄の上に穂状に着く。花は小さく内花被と外花被各3弁,計6弁はいずれも同型。雄蘂と雌蘂は基部で融合するが半ばから先ではほぼ独立している。

### 分類的な意味づけ
ラン科の特徴は、特に花の構造が特殊な点に見られる。ラン科の花の先祖型は内外各3枚の花被と、やはり内外2列3個ずつ、計6個の雄蘂を持つものであったと推定される。しかし一般のラン科ではそれらはそれぞれに形を変え、特に花弁の一つが大きく変化して唇弁となり、それを中心に左右対称な花形となる。また、雄しべは唇弁の反対側にある外1内2の3つのうち1つないし2つが残り、雌しべと融合してずい柱を形成するなど、ここでも左右相称の形になる。また、花粉は集まって花粉塊を形成する。
ヤクシマラン亜科のものは、このようなラン科の花の特徴を外見的にはほとんど持っていないのが特徴である。六枚の花被はほぼ同型で、唇弁が区別できない。そのため外見的には花の形はほとんど放射相称である。雄蘂と雌蘂は基部で融合するのみで髄柱を形成しない。雄しべは3個とも存在し、ヤクシマラン属ではその内の一つが花粉を生産しない仮雄蘂であるが、Neuwiedia では三つともに稔生がある。また、花粉は花粉塊の形を取らない。さらに、柱頭も三裂する。しかしながら、ヤクシマラン属の花を花式図にした場合、アツモリソウ属のそれと同じになり、花の基本構成がラン科のそれであることがわかる。

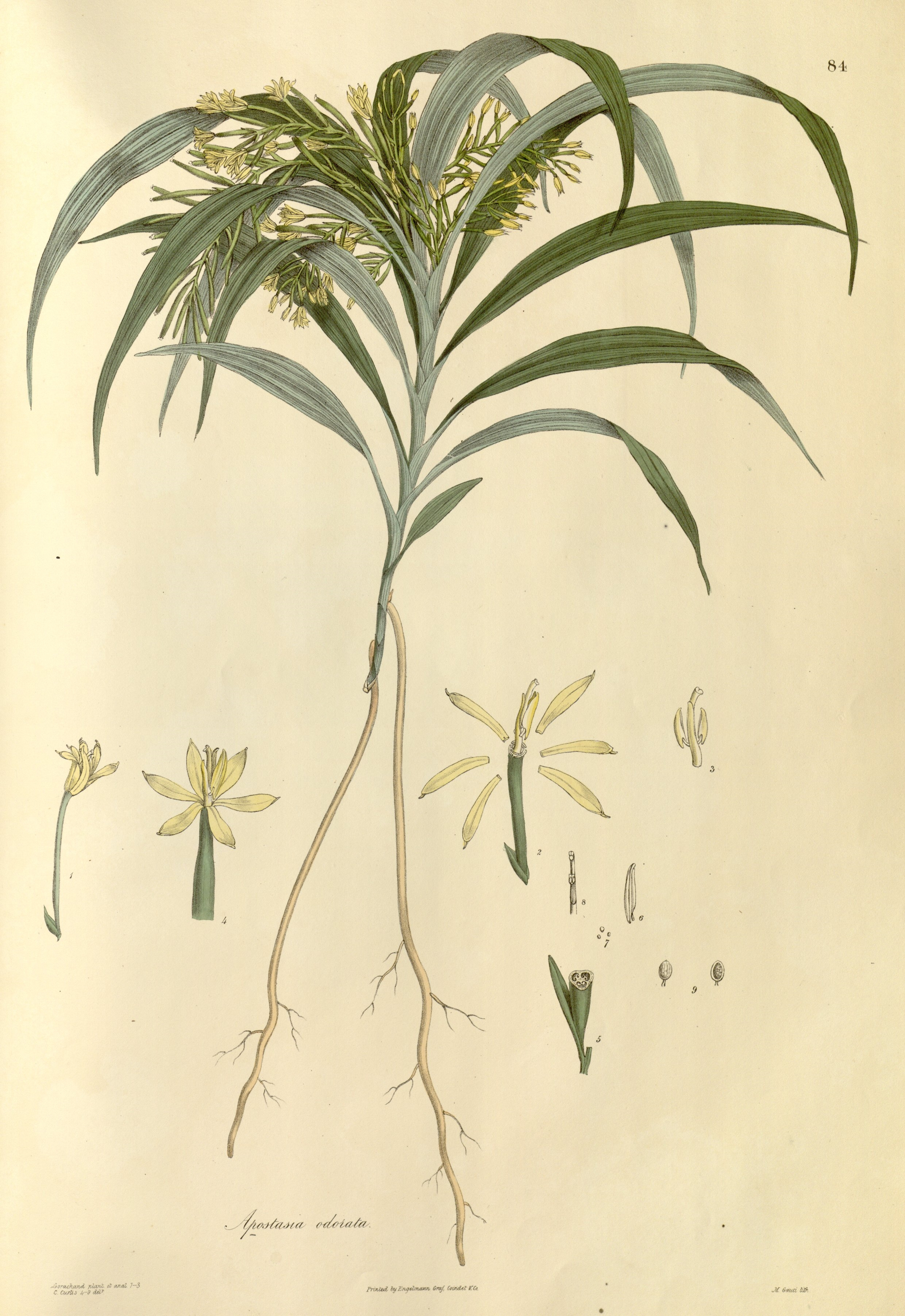
Apostasia wallichii
ヤクシマランの基本変種

つまり、この類の花はラン科の中で祖先の形質を非常に強く残しているものであり、原始的な特徴を有する群であると考えられる。分子系統の情報では、この類はラン科の中でもっとも早くに分岐したことになっており、これ以外のすべてのラン科の群に対して姉妹群をなす。
また、ラン科植物は菌根を持つことが古くから知られていたが、現在ではほとんどの被子植物が菌根を持つことが知られる。ただし、そのほとんどがグロムス菌類との共生になるものであるのに対して、ラン科植物のそれはほとんどが担子菌類である。これはラン科植物の重要な特徴と考えられているが、この類のランも菌根を持ち、やはりそれが担子菌類であることがわかっている。このことは、この類がラン科として同じ単系統群に含まれること、およびラン科が分化したごく初期に共生菌の交替（グロムス菌類から担子菌類へ）が行われたことを強く示唆するものである。
なお、ラン科植物において放射相称の花形を持つ例は他にもあり、たとえばオーストラリアのテリミトラ属 Thelymitra は萼片も花弁も唇弁を含めてほぼ同型のため、同じ形の6弁が放射状に配置した形である。しかし、ずい柱は完全にラン科のそれを持ち、この花形は二次的なものと考えられる。

## 分類
これをヤクシマラン科 Apostasiaceae として独立科とすることもあったが、普通はラン科の亜科として扱う。この亜科には以下の2属のみが所属し、いずれも東南アジアを中心に分布する。日本にはヤクシマラン Apostoasia wallichii var. nipponica 一種のみを産する。
- Apostasia：ヤクシマラン属

東南アジアを中心に六種。
- Neuwiedia

熱帯アジアに八種。